# Muráň
Muráň (bis ins 19. Jahrhundert slowakisch auch „Podmuráň“; deutsch Untermuran, ungarisch Murányalja – älter auch Murány) ist eine Gemeinde im Okres Revúca in der südlichen Mittelslowakei mit 1167 Einwohnern (Stand 31. Dezember 2024).

## Geographie

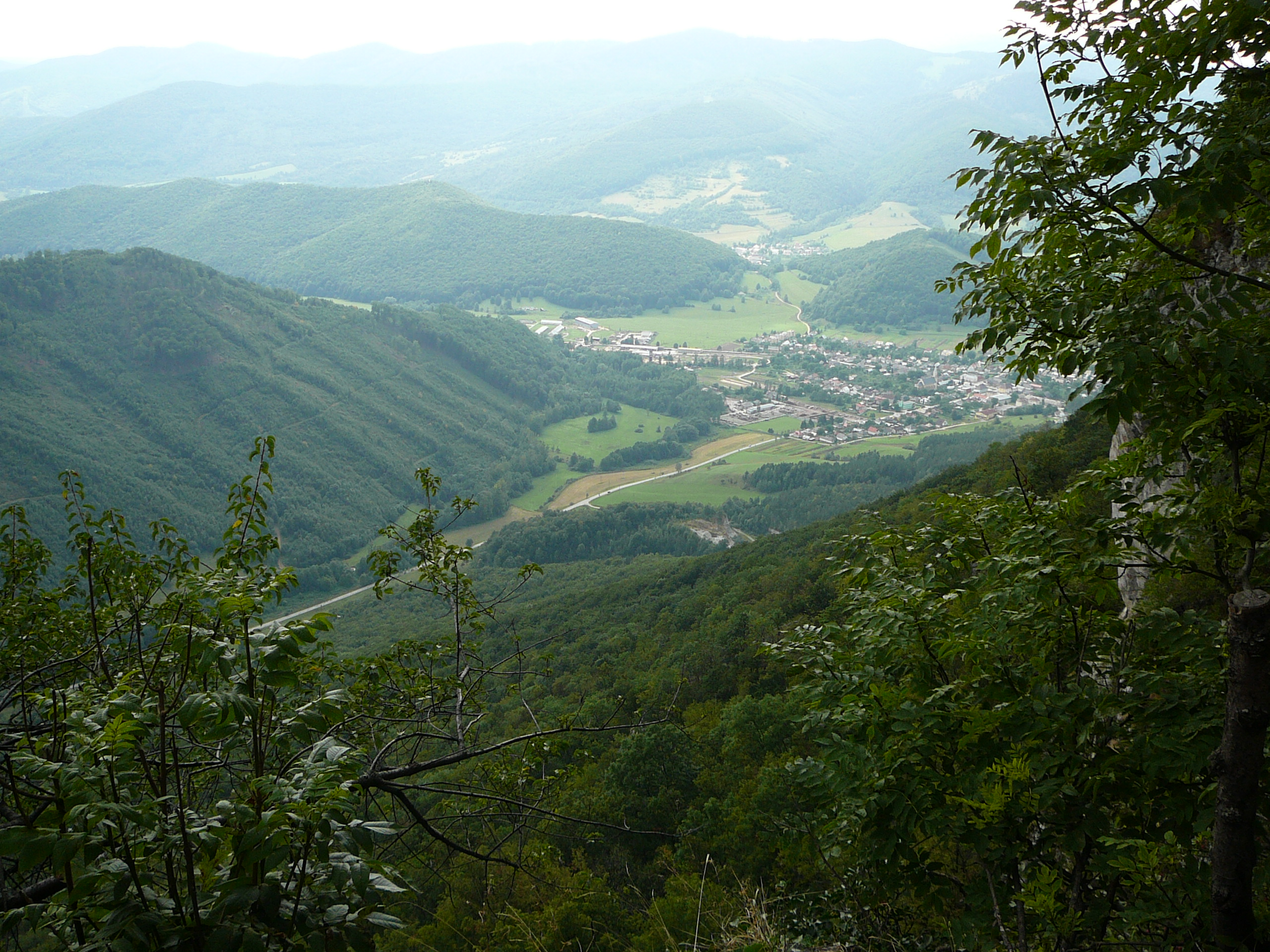
Blick auf Muráň

Die Gemeinde befindet sich im Slowakischen Erzgebirge am oberen Ende des Tals des Muráň, der am Ort östlich vorbeifließt und den rechtsseitigen Bach Hrdzavý potok aufnimmt. Hier treffen sich die Teilgebirge Stolické vrchy westlich und östlich von Muráň mit der Muraner Hochebene (Spišsko-gemerský kras) nördlich des bebauten Ortsgebiets. Der höchste Punkt des Gemeindegebiets ist der Berg Fabova hoľa mit 1439 m n.m. Das Ortszentrum liegt auf einer Höhe von 393 m n.m. und ist neun Kilometer von Revúca entfernt.
Nachbargemeinden sind Šumiac im Norden und Nordosten, Muránska Huta im Nordosten, Muránska Zdychava im Osten, Muránska Dlhá Lúka im Südosten, Muránska Lehota im Süden, Ratkovské Bystré im Südwesten, Tisovec im Südwesten und Westen und Polomka, Závadka nad Hronom, Heľpa und Vaľkovňa im Nordwesten.

## Geschichte

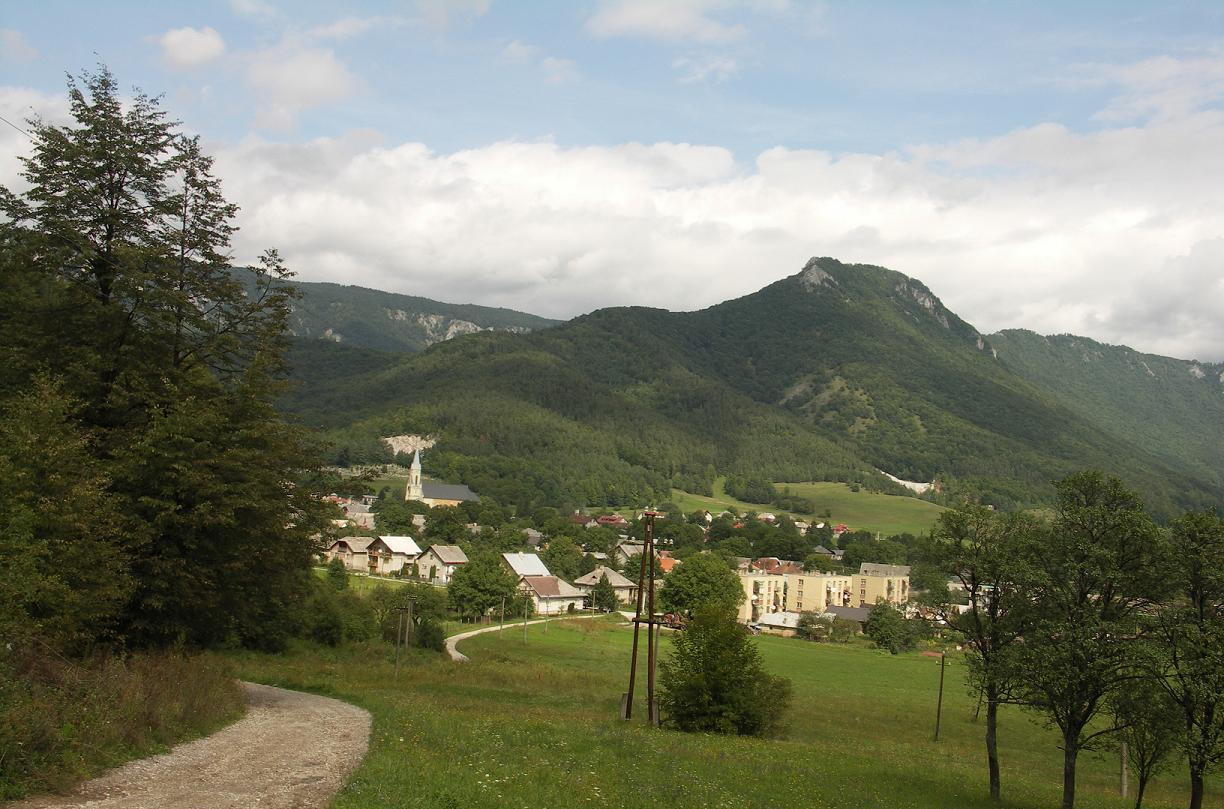
Berg Cigánka (935 m) (über der Stadt) mit den Ruinen der Burg Muráň

Muráň wurde 1321 ersturkundlich als terra seu possessio ad Muran pertinens erwähnt und entwickelte sich aus einem Meierhof unterhalb der schon bestehenden Burg Muráň (1271 als castrum Mwran erwähnt). 1427 gab es im damals Moranalya (etwa „Muraner Schlossberg“) bezeichneten Ort 24 Porta, noch vor 1438 stand hier eine Mautstelle, zudem gab es hier Eisenerzbergwerke, Hütten und Hammerwerke, die Einwohner waren aber auch als Schindler, Hirten und Brettmacher tätig und betrieben Pferdezucht. Weite Teile der Geschichte sind von den jeweiligen Herrschern über die Burg geprägt. Berüchtigt ist der Raubritter Matej Bašo, welcher in der ersten Hälfte des 16. Jahrhunderts sein Unwesen trieb. Die Burg war Sitz einer Herrschaft, die ungefähr vom Ort Šivetice bis zum heute so bezeichneten Gebirge Slowakisches Paradies reichte und dehnte sich im 17. Jahrhundert auf die Güter des Geschlechts Széchy im Einzugsgebiet des Balog. 
Im 16. und 17. Jahrhundert wurde Muráň mehrfach in Mitleidenschaft gezogen: nach einem türkischen Überfall im Jahr 1558 gab es nur noch elf Untertanenfamilien im Ort, bei einem erneuten türkischen Angriff brannte Muráň 1574 aus und erneut 1610 durch Haiducken. An den Folgen einer Pestepidemie in den Jahren 1709 und 1710 starben 446 Einwohner.
1773 wohnten in Muráň 35 leibeigene Bauern- und 33 Untermieterfamilien, 1828 zählte man 140 Häuser und 1213 Einwohner, die als Fuhrmänner, Holzfäller, Viehhalter sowie als Arbeiter in einer Säge und einer Keramikmanufaktur beschäftigt waren. Am 26. Februar 1849 fand bei Muráň im Zuge des Slowakischen Aufstands eine Schlacht zwischen den ungarischen Honvéden und slowakischen Freiwilligen statt.
Bis 1918 gehörte der im Komitat Gemer und Kleinhont liegende Ort zum Königreich Ungarn und kam danach zur Tschechoslowakei beziehungsweise heute Slowakei. Während des Slowakischen Nationalaufstandes im Zweiten Weltkrieg erschossen deutsche Truppen 12 Partisanen in Muráň.

## Bevölkerung
| Jahr                | 1994 | 2004    | 2014    | 2024    |
| ------------------- | ---- | ------- | ------- | ------- |
| Anzahl der Personen | 1284 | 1258    | 1237    | 1167    |
| Unterschied         |      | −2,02 % | −1,66 % | −5,65 % |

| Jahr                | 2023 | 2024    |
| ------------------- | ---- | ------- |
| Anzahl der Personen | 1175 | 1167    |
| Unterschied         |      | −0,68 % |

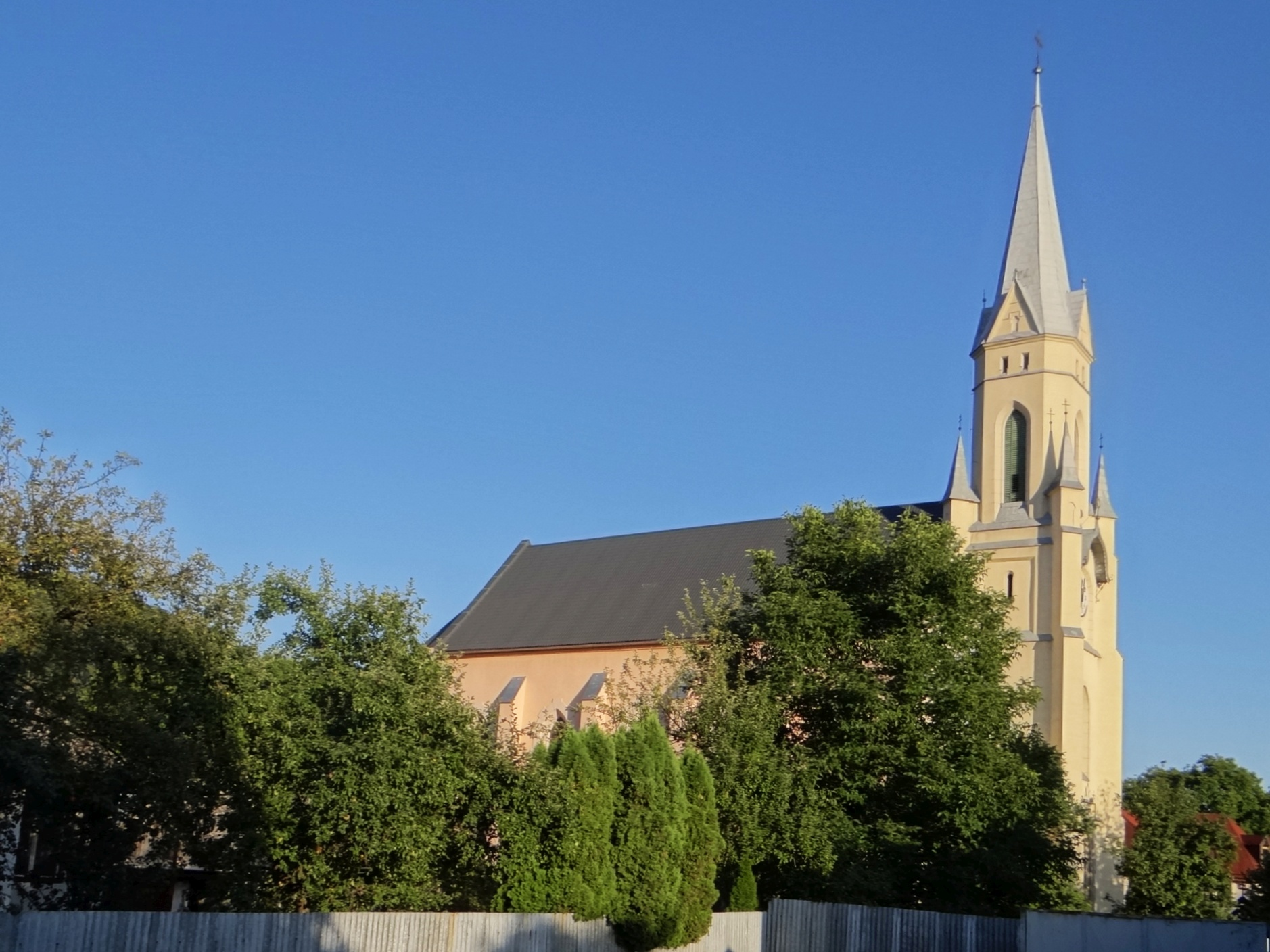
Georgskirche

Nach der Volkszählung 2011 wohnten in Muráň 1250 Einwohner, davon 1201 Slowaken, 19 Roma, vier Magyaren, zwei Tschechen sowie jeweils ein Pole und Ukrainer. Zwei Einwohner gaben eine andere Ethnie an und 20 Einwohner machten keine Angabe zur Ethnie.
964 Einwohner bekannten sich zur römisch-katholischen Kirche, 47 Einwohner zur Evangelischen Kirche A. B., 16 Einwohner zur griechisch-katholischen Kirche, jeweils fünf Einwohner zu den Brethren und zur orthodoxen Kirche, zwei Einwohner zur reformierten Kirche sowie jeweils ein Einwohner zu den christlichen Gemeinden, zu den Siebenten-Tags-Adventisten, zu den Zeugen Jehovas, zur altkatholischen Kirche und zur jüdischen Gemeinde. 167 Einwohner waren konfessionslos und bei 39 Einwohnern wurde die Konfession nicht ermittelt.

## Sehenswürdigkeiten

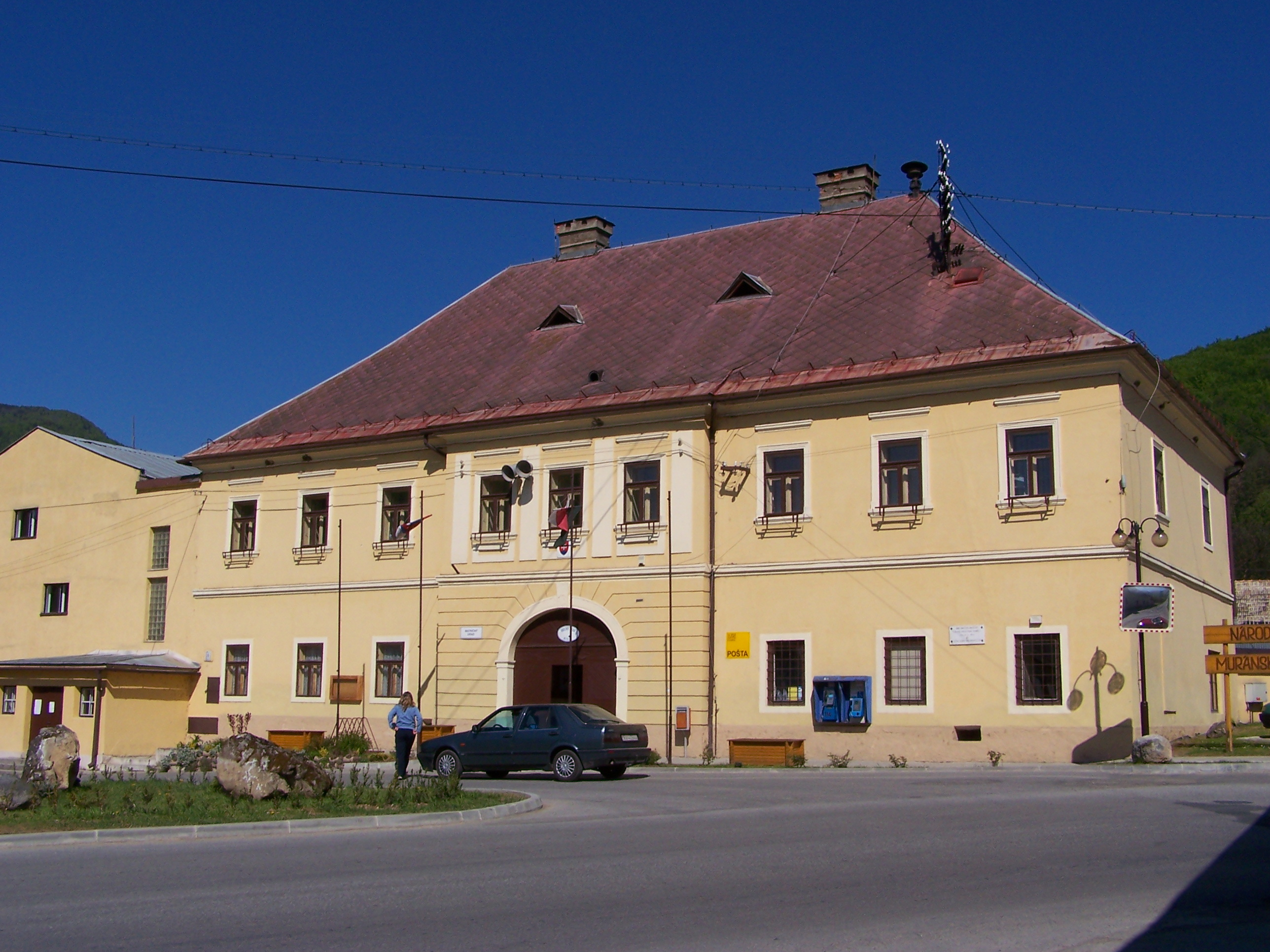
Rathaus in Muráň

Am 935 m n.m. hohen Berg Cigánka steht die teilweise sanierte Ruine der Burg Muráň. Im Ort selbst stehen die römisch-katholische Georgskirche im neogotischen Stil aus dem Jahr 1893, das Pfarrhaus aus dem Jahr 1810, heute Sitz des Muráňer Museums (slowakisch Muránske múzeum) sowie ein Schloss der Familien Koháry und Coburg im barock-klassizistischen Stil aus dem Jahr 1800, heute Sitz des Rathauses.
Die Gemeinde versteht sich als Tor zum nördlich gelegenen Nationalpark Muránska planina, mit einer Dauerausstellung des Nationalparks im Informationszentrum Muráň, mit Ausflugsmöglichkeiten sowohl im Sommer als auch im Winter. 
Westlich des Ortes kann man die Umgebung des nicht fertiggestellten, zwei Kilometer langen Eisenbahntunnels Dielik unterhalb des gleichnamigen Sattels besichtigen, der als Teil der sogenannten Gemerer Verbindungsbahnen errichtet wurde und heute als Fledermaus-Winterquartier naturrechtlich geschützt ist.

## Verkehr

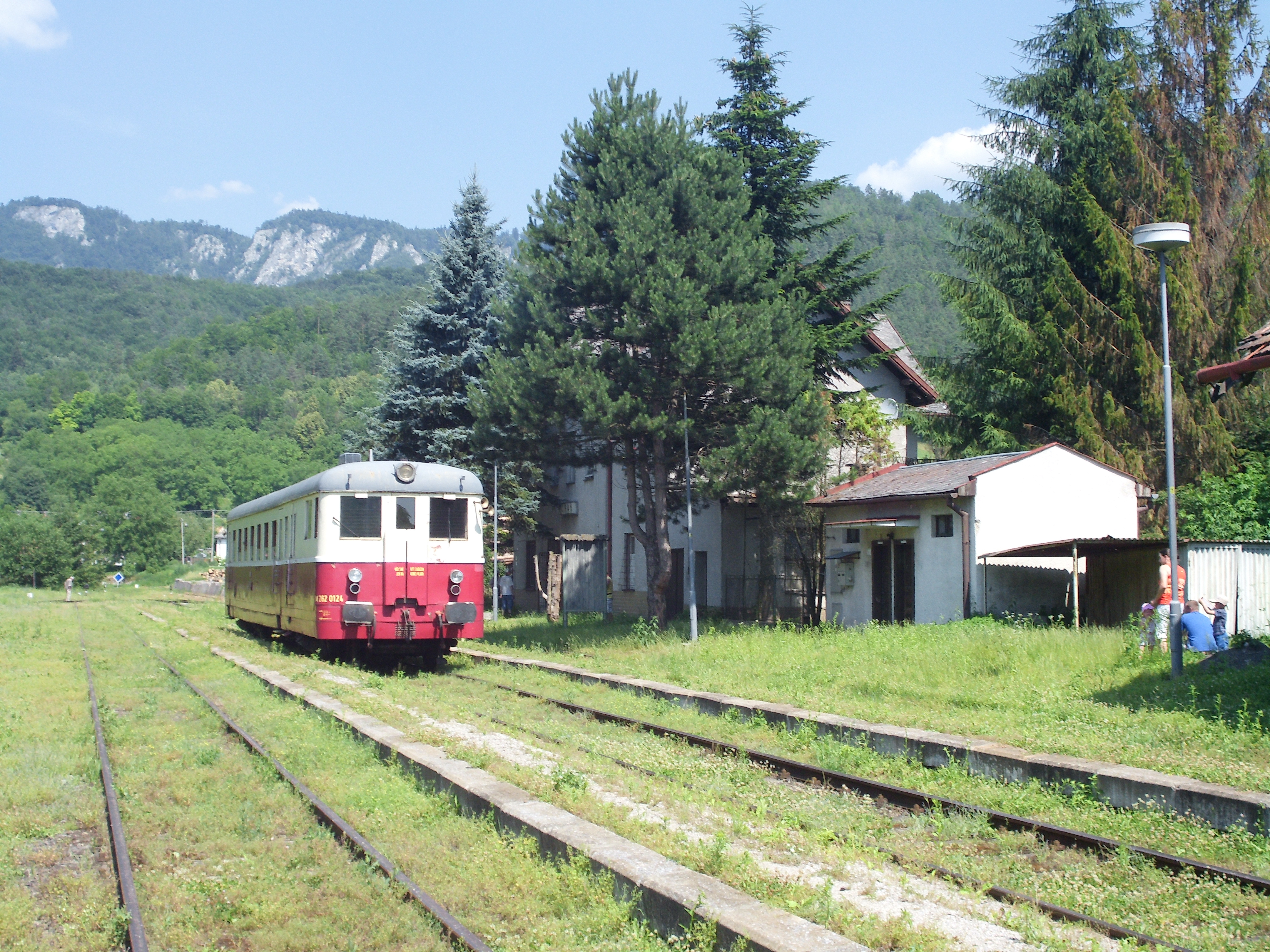
Bahnhof Muráň

Muráň liegt an der Kreuzung der Straßen 2. Ordnung 532, die den Ort mit Revúca, Jelšava im Tal des Muráň und weiter Tornaľa verbindet, mit der Straße 2. Ordnung 531 von Tisovec über den westlich gelegenen Sattel Dielik weiter ostwärts nach Červená Skala über den Sattel Predná Hora führt. Zudem ist der Ort Endpunkt der Bahnstrecke Plešivec–Muráň, auf der allerdings seit 2011 kein regelmäßiger Personenverkehr stattfindet.